# Oleg Sergeevič Grebenščikov
Oleg Sergeević Grebenščikov (russisch Олег Сергеевич Гребенщиков, Oleg Sergejewitsch Grebenschtschikow; * 11. Julijul. / 24. Juli 1905greg. in Pärnu, damals Gouvernement Livland heute Estland; † 1980 in Moskau) war ein russisch-jugoslawischer Balletttänzer, Komponist, Geograph, Geobotaniker, Forstwissenschaftler und Botaniker, dessen wissenschaftliches Arbeitsgebiet die Ökologie der Hochgebirge des Kaukasus und der Balkanhalbinsel (Dinariden, Makedonien) bildete. Nach der Oktoberrevolution verbrachte er seine Jugend in Königreich der Serben, Kroaten und Slowenen (später Königreich Jugoslawien), wo er auch seine akademische Laufbahn begann, wie er auch dort eine Ballettausbildung bekam und Solist wie Ensemblemitglied im Serbischen Nationaltheaters von 1924 bis 1946 wurde und dort auch die Stellung eines Ballettmeister und Komponisten innehatte.
Oleg Sergeevič Grebenščikov besaß bis zum Ende des Zweiten Weltkrieges die jugoslawische Staatsbürgerschaft, die er danach gegen die sowjetische eintauschte.
Er schloss 1930 ein Studium der Forstwissenschaften an der Universität Belgrad ab. 1957 erhielt er einen Doktortitel der Biologie und 1970 einen in Geographie. Grebenščikov studierte ebenso im Fach Musik Harmonie, Komposition und Kontrapunkt unter anderem bei Stevan Hristić.

## Im Serbischen Nationalballett
Seine Schulzeit verbrachte Oleg Sergeevič Grebenščikov in Belgrad, wo er das Russisch-serbische Gymnasium 1923 abschloss. Grebenščikov besuchte in Belgrad die Ballettschule von Jelena Poljakova Ende der 20er Jahre und wurde ins Ensemble der Ballett-Kompagnie des Serbischen Nationaltheaters aufgenommen. Er trat erstmals 1925 auf der Bühne des serbischen Nationaltheaters auf. Seine erste Aufführung hatte er in den Polowetzer Tänze im Tanzchor der russischen Nationaloper Fürst Igor von Alexander Porfirjewitsch Borodin. Grebenščikov war in seiner Zeit am Nationaltheater einer der führenden männlichen Tänzer und trat insbesondere in Choreographien von Michel Fokine auf. Auch die Klassiker wie Ludwig Minkus Don Quichotte, Adolphe Adams Giselle, Strawinskys und Vaslav Nijinskys Petruschka, Léo Delibes Coppélia, Pjotr Iljitsch Tschaikowskis Dornröschen, Der Nussknacker und Schwanensee, Nikolai Andrejewitsch Rimski-Korsakows Scheherazade und andere wurden in seiner Zeit am Theater etabliert. Daneben trat er in Pjotr Iljitsch Tschaikowskis Francesca da Rimini und im Divertissement In der Ballettstunde von Joseph Lanner und Johann Strauss auf. 1928 besuchte unter anderen die legendäre Primaballerina der Ballets Russes und bedeutendste Partnerin Vaslav Nijinskys Tamara Karsawina Belgrad und die Compagnie und freundete sich mit Grebenščikov an.

## Wissenschaftliche Tätigkeit
Nach seinem Studium mit dem Abschluss 1930 als Forstingenieur fand er in der botanischen Abteilung im Naturkundemuseum Belgrad eine Anstellung. Während der deutschen Okkupation Jugoslawiens beteiligte sich Grebenščikov am Volkskrieg gegen die Nazi-Herrschaft und das Besatzungsregime. 1953 bis 1956 wurde er Direktor des Geobotanischen Instituts an der Akademie in Bratislava in der damaligen Tschechoslowakei. Ab 1956 lebte er wieder in seiner Heimat in Moskau und war am Geobotanischen Institut für Forstwissenschaften angestellt. 1966 wurde er wissenschaftlicher Mitarbeiter am Geographischen Institut an der Akademie der Wissenschaften und Künste der Sowjetunion. Seine Doktorarbeit schrieb er 1970 über die Vegetationsgeographischen Verhältnisse der Balkanhalbinsel (Экологo-географические закономерности в строении растительного покрова Балканскогo полуострова).
Zwischen 1930 und 1937 bereiste Grebenščikov fast ganz Jugoslawien (Makedonien, Bosnien, Herzegowina, Montenegro, Dalmatien und Serbien), Griechenland (Olymp, Parnass, Peloponnes, Chalkidiki, Korfu, Kephalonia, Kreta), sowie Albanien. Auf Basis dieser Forschungsreisen eignete er sich einen allgemeinen Überblick über die botanische Geographie der Balkanhalbinsel, ihr floristisches Inventar, und ihre phytozönologischen Gegebenheiten an. Dem Naturkundemuseum Belgrad wurde so ein Fond von 8.000 Herbarbelegen Grebenščikov vermacht.
Grebenščikov hat die beispielhaft Vegetationsstufen der Stara Planina, Orjen, sowie des Korabgebirges beschrieben. Für die ersten beiden Gebirge wurden von ihm auch Pflanzensoziologische Tabellen publiziert. Unter anderen fand er auf der Stara Planina als erster subalpine Griechische Ahorn-Wälder. Da der als Unterart des Griechischen Ahorns angesehene Kaukasus-Ahorn vergleichbare ökologische Standorte im Kaukasus besiedelt, konnte er diese für Vergleiche der Höhenstufen in den östlichen zirkummediterranen Gebirgen nutzen.
Grebenščikovs allgemeine geobotanische Leistung liegt in seinen vergleichenden Studien und Analysen zur Hochgebirgsökologie des Kaukasus, der Balkanhalbinsel und der Alpen. Seine Publikationen zu klimageographischen und geomorphologischen Ursachen in der Höhenzonierung und Verbreitung von Pflanzengesellschaften und -arten haben Unterschiede und Gemeinsamkeiten bei komparativen Vergleichen subtropisch-temperater Hochgebirge Eurasiens erbracht.

## Musikalisches Schaffen
Grebenščikovs musikalisches Schaffen setzt sich häufig mit Themen der jugoslawischen Volksmusik auseinander. Seine Werke sind: Uvertüre des Liedes von Gaiavate (?) (Гайавате) (nach Longfellow - Bunin, 1936), Symphonisches Scherzo (1940), Momačko kolo, Serbischer Tanz (сербский танец), Kalamat'janos (Каламатьянос), Tanz der Griechischen Hirten (танец греческих горцев) (1941), Vier indonesische Tänze zu Ballett (4 индонезийских танца для балета) (1946), Zwei japanische Tänze (2 японских танца) (1947), Tanz der Salome mit dem Haupt des Johannes (Танец Саломеи с головой Иоанна) (1948), Kassandra (Кассандра), Choreographisch Szene nach Friedrich Schiller (хореографич. сцена по Ф. Шиллеру) (1948), Fantasie nach türkischer Melodie (Фантазия на туркм. мелодии) (1953); Streichorchester — Колыбельная (1940); Für Quartett (для квартета дерев), Montenegrinische pastorale Fantasie (Черногорская пасторальная фантазия) (1966); Drei griechische Tänze für Klarinette und Klavier (для кларнета с ф-п. 3 греческих танца) (1960), Sonata-Fantasie (Соната-фантазия) (1965), Rapsodie nach serbischem Thema (Рапсодия на сербские темы) (1971); Für Flaute (для флейты с ф-п.) — Krishna spielt die Flaute (Кришна играет на флейте) (1969); Trio (трио) (1935); Poem (для влч. с ф-п. — Поэма) (1964); Drei Preludien (для ф-п. — 3 прелюдии) (1929), Elegie (Элегия) (1929), Meer (Море) (1930), Velebit Marsch (Марш Велебит) (1931), Rapsodie nach Makedonischem Thema (Рапсодия на македонские темы) (1958), Prelude (Прелюдия) (1970); Für Soprano Romance mit den Sternen nach N. Belavinoj (для сопрано с ф-п. — романсы Мы к звездам шли) (сл. Н. Белавиной, 1941); Musik für eine Aufführung im Nationaltheater Belgrad (музыка к спектаклям Народного театра в Белграде); Orchesterwerke (оркестровки).

## Schriften
- O. S. Grebenščikov, O.: O vegetaciji centralnog dela Stare Planine. In: Srpska Akademija Nauka, Zbornik radova, Institut za ekologiju i biogeografiju, 1: 1-36. Belgrad 1950
- O. S. Grebenščikov: The Vegetation of the Kotor Bay seaboard (Crna Gora, Yugoslavia) and some comparative studies with the Caucasian seaboard of the Black sea (Растительность побережий Которской бухты (Черногория) и ее сопоставление с растительностью Кавказа). In: Bjuleten Moskovkova Prirodi, Otd. Biologii T. Band LXV, Nr. 6, Moskva 1960, S. 99–108 (russisch).
- O. S. Grebenščikov: Ecological-geographic regularities in the structure of the plant cover of the Balkan Peninsula. In: Izvestija Akademii Nauk SSSR / Serija geografičeskaja, 4, Juli–August, pp. 19–35, Moskau 1972
- O. S. Grebenschikov & R. P. Zimina: Natural ecosystems and vertical belts. In: France-Soviet Geographical Symposium ‘Alps-Caucasus’: Guide of the Caucasus (Symposium materials), pp. 8-12. Institute of Geography of the Scientific Academy of the USSR, Moscow-Tbilisi, 1974 (russisch)
- O. S. Grebenschikov, Y. A. Isakov, R. P. Zimina, D. N. Panfilov: Les ecosystems naturelles et leur etagernent dans le Caucasus. In: Revue de Geographie Alpine, Vol. 69, № 2, 333-352, Grenoble 1975 (online:PDF)
- O. S. Grebenščikov: Vegetation structure in the high mountains of the Balkan peninsula and the Caucasus, USSR. In: Arctic and Alpine Research. Band 10, Nr. 2, 1978, S. 441–447 (online: JSTOR)
- O. S. Grebenščikov & Paul Ozenda: Principaux traits de ressemblance et de différence de la couverture végétale. In: Revue de Geographie Alpine, Vol. 62, № 2, 169-190, Grenoble 1981 (online:PDF)